# Kamikaze (album, Eminem)
Kamikaze (stylizováno jako KAMIKAZƎ) je desáté studiové album amerického rappera Eminema, které bylo bez jakéhokoliv oznámení vydáno 31. srpna 2018, nahrávacími společnostmi Aftermath Entertainment, Shady Records, Interscope Records a Goliath Records.
Na albu se jako hosté podíleli Joyner Lucas, Royce da 5'9", Jessie Reyez a  Justin Vernon. Vedoucími producenti alba jsou Dr. Dre a Eminem (vystupující jako "Slim Shady"). 
Kamikaze bylo kritiky přijato spíše pozitivně, na rozdíl od alba Revival z roku 2017, které se kritikům nelíbilo pro svou lacinou popovost. 

## Nahrávání a vydání
Eminem v lednu 2018 vydal remix k písni "Chloraseptic" (ft. 2 Chainz a Phresher), na které zesměšňuje kritiky alba Revival a oznamuje, že se brzy vrátí. Pár dní po vydání remixu se na sociálních sítích objevily fotografie, na kterých je zachycen společně s producenty Dr. Drem a Mike Will Made It ve studiu. Den před neočekávaným vydáním alba zveřejnil teaser nové písně s obrázkem loga filmu Venom.
Nové album vydal dne 31. srpna 2018 na streamovací služby, a to bez jakkékoliv předchozí propagace. O vydání alba informoval na sociálních sítích.
Celý cover desky znázorňuje výjev nárazu stíhačky North American F-86 Sabre, kterou pilotuje LT. Mathers III. Obal karikuje je cover alba Licensed to III (1986) od skupiny Beastie Boys, které je pro Eminema dlouhá léta inspirací.

## Po vydání
Album debutovalo na 1. příčce žebříčku Billboard 200 se 434 000 prodanými kusy během prvního týdne prodeje (252 000 ks v běžném prodeji + 225 milionů streamů). Kamikaze tak bylo již Eminemovým devátým albem za sebou, které se umístilo na nejvyšší příčce amerického žebříčku.
Všech jedenáct písní z alba se objevilo v žebříčku Billboard Hot 100, nejlépe se umístily písně "Lucky You" (6. příčka) a "The Ringer" (8. příčka). Eminem tak byl historicky pátým umělcem, jehož dvě písně současně debutovaly v Top 10 písních amerického žebříčku.

## Seznam skladeb
| Pořadí         | Název                         | Hudba                                               | Text | Délka |
| -------------- | ----------------------------- | --------------------------------------------------- | --- | ----- |
| 1.             | The Ringer                    | Ronny J, Illa da Producer, Eminem                   | Marshall Mathers, Ronald Spence, Jr., Luis Resto, Ray Fraser, Katorah Marrero, Matthew Jacobson                                                  | 5:37  |
| 2.             | Greatest                      | Mike Will Made It, Jeremy Miller                    | Mathers, Jeremy Miller, Kendrick Lamar Duckworth, Asheton Hogan, Michael Williams II, Anthony Tiffith, Jordan Jenks, Symere Woods, Jordan Carter | 3:46  |
| 3.             | Lucky You (ft. Joyner Lucas)  | Boi-1da, Illa da Producer, Eminem, Jahaan Sweet     | Mathers, Matthew Samuels, Jahaan Sweet, Gary Lucas, Fraser                                                                                       | 4:04  |
| 4.             | Paul (Skit Paula Rosenberga)  | Eminem                                              | Paul Rosenberg | 0:35  |
| 5.             | Normal                        | Illa da Producer, S1, LoneStarr Muzik, Swish Allnet | Mathers, Fraser, Larry Griffin, Jr., Maurice Nichols, R. Sheldon, Yukimi Nagano, Fredrik Wallin, Håkan Wirenstrand, Erik Bodin                   | 3:42  |
| 6.             | Em Calls Paul (Skit Eminema)  | Eminem                                              | Mathers | 0:49  |
| 7.             | Stepping Stone                | Luis Resto, Eminem                                  | Mathers, Luis Resto, Mario Resto | 5:09  |
| 8.             | Not Alike (ft. Royce da 5'9") | Tay Keith, Ronny J, Eminem                          | Mathers, Spence, Jr., Brytavious Chambers, Ryan Montgomery                                                                                       | 4:48  |
| 9.             | Kamikaze                      | Mike Will Made It, Eminem                           | Mathers, Williams, L. Resto, BJ Burton, Justin Vernon                                                                                            | 4:22  |
| 10.            | Fall                          | Suby, Eminem                                        | Mathers, Timothy Suby, James Smith, Dwayne Simon, Bobby Ervin                                                                                    | 3:36  |
| 11.            | Nice Guy (ft. Jessie Reyez)   | S1, Ball, Eminem                                    | Mathers, Jessica Reyez, L. Resto, Fred Ball, Griffin, Jr.                                                                                        | 2:30  |
| 12.            | Good Guy (ft. Jessie Reyez)   | Illa da Producer, Eminem                            | Mathers, Reyez, Fraser, Norio Aono, Yutaka Yamada, Lisa Gomamoto                                                                                 | 2:22  |
| 13.            | Venom (píseň ze soundtracku)  | Luis Resto, Eminem                                  | Mathers, L. Resto | 4:29  |
| Celková délka: | Celková délka:                | Celková délka:                                      | Celková délka: | 45:49 |

Samply
- "The Ringer" - obsahuje vsuvku z písně "Ooouuu" (Katorah Marrero, Matthew Jacobson, Young M.A)
- "Greatest" - obsahuje vsuvku z písní "Humble" (Kendrick Lamar) a "Woke Up Like This" (Lil Uzi Vert a Playboi Carti)
- "Normal" - obsahuje sample z písně "Seconds" (Little Dragon)
- "Kamikaze" - obsahuje sample z písně "I'm Bad" (LL Cool J)
- "Good Guy" - obsahuje sample ze hry Kingdom Hearts

## Hudba
- Eminem – vokály, produkce

### Další hudebníci
- Asheton Hogan
- Kendrick Lamar"
- Malý Drak
- Joyner Lucas
- Jessie Reyez
- Paul Rosenberg
- Royce da 5'9"
- Justin Vernon

### Technický personál
- Swish Allnet
- Fred Ball
- Boi-1da
- Cubeatz
- Dr. Dre
- Illadaproducer
- Tay Keith
- Lonestarrmuzik
- Mike Will Made It
- Luis Resto
- Ronny J
- S1 pro S. K. P. Inc.
- Jahaan Sladké
- Tim Suby
- Gianni Giuliani